# 長春軌道交通
長春軌道交通（ちょうしゅんきどうこうつう）または長春軽軌（ちょうしゅんけいき）は、中華人民共和国吉林省長春市内に路線を展開して鉄軌道事業などを行う鉄道事業者のことである。なお、「長春有軌電車」とは異なる鉄道事業者である。

## 歴史
- 2002年10月30日：3号線一期区間（長春駅 - 衛光街駅）開通。
- 2006年12月26日：3号線二期区間（衛光街駅 - 長影世紀城駅）開通。
- 2009年4月：4号線着工。
- 2011年4月：1号線着工。
- 2011年6月30日：4号線東大橋駅 - 車場駅間が開通。
- 2012年5月6日：4号線全線開通。
- 2012年10月：2号線着工。
- 2014年4月28日：8号線着工。
- 2017年6月30日：1号線一期区間開通[1]。
- 2018年8月30日：2号線開通。
- 2018年10月30日：8号線開通。
- 2021年10月8日：2号線西延伸線開通。
- 2024年3月28日：6号線開通。

## 運営中の路線
| 色 | 路線名 | 営業区間              | 駅数 | 営業キロ | 開通日         | 編成両数 | 車両製造所   |
| -- | ------ | --------------------- | ---- | -------- | -------------- | -------- | ------------ |
|    | 1号線  | 北環城路 - 紅嘴子     | 15駅 | 18.14km  | 2017年06月30日 | 6両      | 長春軌道客車 |
|    | 2号線  | 汽車公園 - 東方広場   | 21駅 | 20.50km  | 2018年08月30日 | 6両      | 長春軌道客車 |
|    | 3号線  | 偽満皇宮 - 長影世紀城 | 32駅 | 34.40km  | 2002年10月30日 | 6両      | 長春軌道客車 |
|    | 4号線  | 長春駅北 - 天工路     | 15駅 | 16.33km  | 2011年06月30日 | 6両      | 長春軌道客車 |
|    | 6号線  | 双豊 - 長影世紀城     | 22駅 | 29.57km  | 2024年03月28日 | 6両      | 長春軌道客車 |
|    | 8号線  | 北環城路 - 広通路     | 12駅 | 13.30km  | 2018年10月30日 | 6両      | 長春軌道客車 |

## 事業中の路線
| 色 | 路線名 | 工事名     | 工事区間            | 駅数 | キロ程  | 着工   | 開通予定      | 可決文書                                        |
| -- | ------ | ---------- | ------------------- | ---- | ------- | ------ | ------------- | ----------------------------------------------- |
|    | 2号線  | 東延伸路線 | 東方広場 - 趙家崗東 | 6駅  | 10.61km | 2019年 | 2025年1月30日 | 『長春市城市軌道交通第三期建設規画(2019-2024)』 |
|    | 4号線  | 南延伸路線 | 天工路 - 天新路     | 5駅  | 4.49km  | 2020年 | 2023年4月30日 | 『長春市城市軌道交通第三期建設規画(2019-2024)』 |
|    | 5号線  | 一期目     | 西南枢紐 - 東大橋   | 18駅 | 19.66km | 2020年 | 2026年1月30日 | 『長春市城市軌道交通第三期建設規画(2019-2024)』 |
|    | 7号線  | 一期目     | 汽車公園 - 東環城路 | 19駅 | 22.84km | 2020年 | 2025年4月30日 | 『長春市城市軌道交通第三期建設規画(2019-2024)』 |
|    | 9号線  | 一期目     | 趙家崗東 - 九台南駅 | 8駅  | 28.20km | 2020年 | 2026年9月30日 | 『長春市城市軌道交通第三期建設規画(2019-2024)』 |

## 計画中の路線
| 色 | 路線名 | 工事名     | 区間                      | キロ程 | 進捗状況 | 可決文書                                        |
| -- | ------ | ---------- | ------------------------- | ------ | -------- | ----------------------------------------------- |
|    | 1号線  | 南延伸路線 | 永春南駅 - 紅嘴子         | 8.06km | 計画     |                                                 |
|    | 3号線  | 南延伸路線 | 長春五十九中 - 長影世紀城 | 3km    | 計画可決 | 『長春市城市軌道交通第三期建設規画(2019-2024)』 |